# Jan Kubr

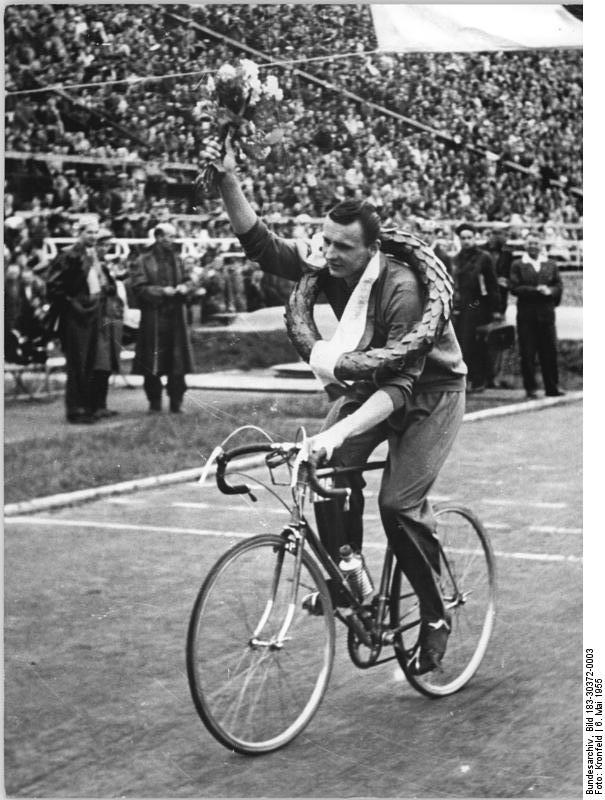
Kubr als Etappensieger der Friedensfahrt 1955

Jan Kubr (* 6. August 1934 in Krásný Dvůr, Tschechoslowakei; † 10. Februar 2017) war ein tschechischer Radrennfahrer.

## Leben
Kubrs Familie zog 1938 vom Norden Böhmens in das südböhmische Milevsko. Sein erster Trainer war der in der Tschechoslowakei berühmte „Fahrrad-Baron“ Christian Battaglia. Als Mitglied des Sportklubs Spartak České Budějovice machte sich Jan Kubr einen Namen als Sprinter und Bergspezialist.
1953 nahm er als Mitglied der tschechoslowakischen Nationalmannschaft zum ersten Mal an dem Drei-Länder-Etappenrennen Internationale Friedensfahrt teil, schied aber vorzeitig aus. Am Ende der Saison 1953 gewann er das längste in Europa ausgetragene Amateurrennen Prag–Karlovy Vary–Prag. Für die Friedensfahrt 1954 wurde Kubr erneut nominiert und als Zweitbester seines Teams Achter der Gesamtwertung. In jener Saison wurde er Dritter der Slowakei-Rundfahrt. Bei seiner dritten Friedensfahrt 1955 gelang ihm auf dem zweiten Tagesabschnitt sein einziger Friedensfahrt-Etappensieg, am Ende erreichte er Platz 21. Nachdem Kubr 1956 nicht an der Friedensfahrt teilgenommen hatte, bestritt er diese 1957 zum letzten Mal. Nach einer Operation hatte er noch nicht wieder seine Bestform gefunden und musste wie sein Mannschaftskollege Jan Veselý auf der 6. Etappe aufgeben. Nach Ansicht des tschechoslowakischen Radsportverbandes hatten beide damit das Ansehen der Nation geschädigt und wurde auf unbestimmte Zeit gesperrt. Nach zwei Jahren, in denen er als Bote gearbeitet hatte, wurde Kubr begnadigt und konnte 1959 mit einem Sieg bei dem Straßenrennen Košice–Tatry–Košice noch einmal auf sich aufmerksam machen.

## Berufliches
Nachdem bei Kubr Ende 1965 ein Lungenleiden festgestellt worden war, untersagten ihm die Ärzte jede sportliche Aktivität. Er wurde bei Roter Stern Plzeň Trainer und führte unter anderem Antonín Bartoníček zum Erfolg. Während des Prager Frühlings schloss er Freundschaft mit Václav Havel und emigrierte später nach Deutschland. Dort wurde er Mitarbeiter eines Stuttgarter Fahrradteilevertriebs, für den er in den 1990er Jahren mit einer Filiale nach Tschechien zurückkehrte.